# Vienna Vikings 2017
Questa voce raccoglie le informazioni riguardanti i Vienna Vikings nelle competizioni ufficiali della stagione 2017.

## Maschile

### Prima squadra

#### Austrian Football League 2017

##### Stagione regolare
| Lubiana 26 marzo 2017, ore 15:00 1ª giornata | Ljubljana Silverhawks | 14 – 49 (0-7 14-14 0-14 0-14) | Vienna Vikings | Športni Park Ljubljana |

| Innsbruck 1º aprile 2017, ore 14:30 2ª giornata | Tirol Raiders | 33 – 27 (14-6 6-6 7-3 6-12) | Vienna Vikings | Tivoli-Neu Stadion (4188 spett.) |

| Vienna 17 aprile 2017, ore 15:00 3ª giornata | Vienna Vikings | 69 – 0 (20-0 21-0 14-0 14-0) | Cineplexx Blue Devils | Hohe Warte Stadion (1200 spett.) |

| Hohenems 30 aprile 2017, ore 17:00 4ª giornata | Cineplexx Blue Devils | 0 – 58 (0-14 0-21 0-20 0-3) referto | Vienna Vikings | Stadion Herrenried |

| Vienna 14 maggio 2017, ore 15:00 CEST 5ª giornata | Vienna Vikings | 48 – 35 (14-13 0-15 21-0 12-7) referto | Ljubljana Silverhawks | Hohe Warte Stadion (1821 spett.) |

| Vienna 20 maggio 2017 6ª giornata | Vienna Vikings | 31 – 14 (7-0 10-7 7-7 7-0) referto | Tirol Raiders | Hohe Warte Stadion |

| Mödling 3 giugno 2017, ore 16:00 CEST 7ª giornata | AFC Rangers Mödling | 27 – 61 (7-7 0-27 0-14 20-13) referto | Vienna Vikings | Stadion Mödling |

| Vienna 18 giugno 2017, ore 15:00 CEST 8ª giornata | Vienna Vikings | 69 – 22 (28-0 27-7 0-8 14-7) referto | Traun Steelsharks | Hohe Warte Stadion (1500 spett.) |

| Graz 24 giugno 2017, ore 15:00 CEST 9ª giornata | Graz Giants | 7 – 27 (7-7 0-7 0-13 0-0) referto | Vienna Vikings | ASKÖ Stadion Eggenberg |

| Vienna 2 luglio 2017, ore 15:00 CEST 10ª giornata | Vienna Vikings | 62 – 22 (21-0 14-7 14-0 13-15) referto | Danube Dragons | Hohe Warte Stadion |

##### Playoff
| Vienna 23 luglio 2017, ore 15:00 Semifinale | Vienna Vikings | 28 – 21 (7-0 0-3 7-0 7-15) referto | Danube Dragons | Hohe Warte Stadion |

| Klagenfurt am Wörthersee 29 luglio 2017, ore 19:30 Austrian Bowl | Vienna Vikings | 45 – 26 (7-0 17-14 7-6 14-6) referto | Tirol Raiders | Wörthersee Stadion (4400 spett.) |

#### Statistiche di squadra
| Competizione | %Vittorie | In casa | In casa | In casa | In casa | In casa | In casa | In trasferta | In trasferta | In trasferta | In trasferta | In trasferta | In trasferta | Totale | Totale | Totale | Totale | Totale | Totale |
| Competizione | %Vittorie | G       | V       | N       | P       | Pf      | Ps      | G            | V            | N            | P            | Pf           | Ps           | G      | V      | N      | P      | Pf     | Ps     |
| ------------ | --------- | ------- | ------- | ------- | ------- | ------- | ------- | ------------ | ------------ | ------------ | ------------ | ------------ | ------------ | ------ | ------ | ------ | ------ | ------ | ------ |
| Campionato   | .900      | 5       | 5       | 0       | 0       | 279     | 93      | 5            | 4            | 0            | 1            | 222          | 81           | 10     | 9      | 0      | 1      | 501    | 174    |
| Playoff      | 1.000     | 2       | 2       | 0       | 0       | 73      | 47      | 0            | 0            | 0            | 0            | 0            | 0            | 2      | 2      | 0      | 0      | 73     | 47     |
| Totale       | .917      | 7       | 7       | 0       | 1       | 352     | 140     | 5            | 4            | 0            | 1            | 275          | 81           | 12     | 11     | 0      | 1      | 574    | 221    |

### Seconda squadra

#### AFL - Division I 2017

##### Stagione regolare
| 1º aprile 2017, ore 16:00 2ª giornata | Sankt Pölten Invaders | 41 – 15 (7-0 0-6 21-9 13-0) referto | Vienna Vikings 2 |  |

| 16 aprile 2017, ore 14:00 3ª giornata | Bratislava Monarchs | 19 – 17 (13-0 6-7 0-0 0-10) referto | Vienna Vikings 2 |  |

| 29 aprile 2017, ore 18:00 4ª giornata | Vienna Vikings 2 | 34 – 13 (0-7 10-0 10-6 7-0) referto | Carinthian Lions |  |

| 14 maggio 2017, ore 15:00 CEST 5ª giornata | Budapest Wolves | 23 – 38 (7-6 0-26 16-6 0-0) referto | Vienna Vikings 2 |  |

| 27 maggio 2017, ore 18:00 6ª giornata | Vienna Vikings 2 | 29 – 38 (7-14 15-8 7-6 0-10) referto | Bratislava Monarchs |  |

| 17 giugno 2017, ore 17:00 CEST 8ª giornata | Vienna Vikings 2 | 51 – 27 (14-3 13-7 9-14 15-3) referto | Sankt Pölten Invaders |  |

| 1º luglio 2017, ore 17:00 CEST 9ª giornata | Carinthian Lions | 10 – 17 (10-0 0-0 0-7 0-10) referto | Vienna Vikings 2 |  |

| 8 luglio 2017, ore 18:00 CEST 10ª giornata | Vienna Vikings 2 | 51 – 34 referto | Budapest Wolves |  |

#### Statistiche di squadra
| Competizione | %Vittorie | In casa | In casa | In casa | In casa | In casa | In casa | In trasferta | In trasferta | In trasferta | In trasferta | In trasferta | In trasferta | Totale | Totale | Totale | Totale | Totale | Totale |
| Competizione | %Vittorie | G       | V       | N       | P       | Pf      | Ps      | G            | V            | N            | P            | Pf           | Ps           | G      | V      | N      | P      | Pf     | Ps     |
| ------------ | --------- | ------- | ------- | ------- | ------- | ------- | ------- | ------------ | ------------ | ------------ | ------------ | ------------ | ------------ | ------ | ------ | ------ | ------ | ------ | ------ |
| Campionato   | .625      | 4       | 3       | 0       | 1       | 165     | 112     | 4            | 2            | 0            | 2            | 87           | 93           | 8      | 5      | 0      | 3      | 252    | 205    |
| Totale       | .625      | 4       | 3       | 0       | 1       | 165     | 112     | 4            | 2            | 0            | 2            | 87           | 93           | 8      | 5      | 0      | 3      | 252    | 205    |

### Terza squadra

#### AFL - Division IV 2017

##### Stagione regolare
| Oberaich 8 aprile 2017, ore 15:00 1ª giornata | Upper Styrian Rhinos | 42 – 22 (7-7 14-9 13-0 8-6) referto | Vikings Super Seniors | SV Oberaich |

| 22 aprile 2017, ore 17:00 | Vikings Super Seniors | 0 – 42 (0-14 0-13 0-8 0-7) referto | Znojmo Knights |  |

| 6 maggio 2017, ore 18:00 CEST 4ª giornata | Vikings Super Seniors | 6 – 30 (0-6 0-0 0-7 6-17) referto | Upper Styrian Rhinos |  |

| 20 maggio 2017, ore 15:00 5ª giornata | Air Force Hawks | 49 – 14 referto | Vikings Super Seniors |  |

| 27 maggio 2017, ore 15:00 CEST 6ª giornata | Vikings Super Seniors | 0 – 76 (0-28 0-21 0-14 0-13) referto | Danube Dragons 2 |  |

| 25 giugno 2017, ore 15:00 CEST 8ª giornata | Carnuntum Legionaries | 40 – 7 (14-0 13-0 0-0 13-7) referto | Vikings Super Seniors |  |

#### Statistiche di squadra
| Competizione | %Vittorie | In casa | In casa | In casa | In casa | In casa | In casa | In trasferta | In trasferta | In trasferta | In trasferta | In trasferta | In trasferta | Totale | Totale | Totale | Totale | Totale | Totale |
| Competizione | %Vittorie | G       | V       | N       | P       | Pf      | Ps      | G            | V            | N            | P            | Pf           | Ps           | G      | V      | N      | P      | Pf     | Ps     |
| ------------ | --------- | ------- | ------- | ------- | ------- | ------- | ------- | ------------ | ------------ | ------------ | ------------ | ------------ | ------------ | ------ | ------ | ------ | ------ | ------ | ------ |
| Campionato   | .000      | 3       | 0       | 0       | 3       | 6       | 148     | 3            | 0            | 0            | 3            | 43           | 131          | 6      | 0      | 0      | 6      | 49     | 279    |
| Totale       | .000      | 3       | 0       | 0       | 3       | 6       | 148     | 3            | 0            | 0            | 3            | 43           | 131          | 6      | 0      | 0      | 6      | 49     | 279    |

## Femminile

### AFL - Division Ladies 2017

#### Stagione regolare
| Schwaz 17 settembre 2017 1ª giornata | Schwaz Hammers Ladies | 0 – 55 (0-14 0-28 0-7 0-6) | Vienna Vikings Ladies | Regionales Sportzentrum |

| Vienna 1º ottobre 2017 2ª giornata | Vienna Vikings Ladies | 50 – 6 (22-0 0-6 22-0 6-0) | Budapest Wolves Ladies | Footballzentrum Ravelinstraße |

| Vienna 8 ottobre 2017 3ª giornata | Vienna Vikings Ladies | 59 – 0 (21-0 21-0 7-0 10-0) | Graz Giants Ladies | Footballzentrum Ravelinstraße |

| Telfs 21 ottobre 2017, ore 18:00 CEST 5ª giornata | Telfs Patriots Ladies | 0 – 44 (0-13 0-6 0-19 0-6) referto | Vienna Vikings Ladies | Telfs-Sportzentrum |

| Budapest 28 ottobre 2017, ore 15:00 CEST 6ª giornata | Budapest Wolves Ladies | 0 – 19 (0-13 0-6 0-0 0-0) referto | Vienna Vikings Ladies | Angyalföldi Sportközpont |

| Vienna 11 novembre 2017, ore 12:00 CEST 7ª giornata | Vienna Vikings Ladies | 32 – 0 (18-0 6-0 8-0 0-0) referto | Danube Dragons Ladies | Footballzentrum Ravelinstraße |

#### Playoff
| Vienna 18 novembre 2017 Semifinale | Vienna Vikings Ladies | 60 – 0 (27-0 13-0 13-0 7-0) referto | Schwaz Hammers Ladies | Footballzentrum Ravelinstraße |

| Vienna 26 novembre 2017 Ladies Bowl | Vienna Vikings Ladies | 27 – 0 (6-0 8-0 7-0 6-0) referto | Danube Dragons Ladies | Footballzentrum Ravelinstraße |

### Statistiche di squadra
| Competizione | %Vittorie | In casa | In casa | In casa | In casa | In casa | In casa | In trasferta | In trasferta | In trasferta | In trasferta | In trasferta | In trasferta | Totale | Totale | Totale | Totale | Totale | Totale |
| Competizione | %Vittorie | G       | V       | N       | P       | Pf      | Ps      | G            | V            | N            | P            | Pf           | Ps           | G      | V      | N      | P      | Pf     | Ps     |
| ------------ | --------- | ------- | ------- | ------- | ------- | ------- | ------- | ------------ | ------------ | ------------ | ------------ | ------------ | ------------ | ------ | ------ | ------ | ------ | ------ | ------ |
| Campionato   | 1.000     | 3       | 3       | 0       | 0       | 141     | 6       | 3            | 3            | 0            | 0            | 118          | 0            | 6      | 6      | 0      | 0      | 259    | 6      |
| Playoff      | 1.000     | 2       | 2       | 0       | 0       | 87      | 0       | 0            | 0            | 0            | 0            | 0            | 0            | 2      | 2      | 0      | 0      | 87     | 0      |
| Totale       | 1.000     | 5       | 5       | 0       | 0       | 228     | 6       | 3            | 3            | 0            | 0            | 118          | 0            | 8      | 8      | 0      | 0      | 346    | 6      |